# AYAKASHI
《AYAKASHI》（アヤカシ）是CROSSNET公司製作並於2005年10月28日发售的WindowsPC平台十八禁传奇战斗冒險美少女遊戲。2006年9月29日发售后日谈作品AYAKASHI H，2007年8月动画化决定，于2008年1月起正式播放，同时也决定漫画化，在月刊MAGAZINE Z上进行连载。

## 故事简介
久坂悠从小时起就有不可思议的力量。能够在不接触到物体的情况下，将它们折弯或者折断。他并不知道这个力量究竟是什么，仅仅拿它来赚取零花钱。可是有一天，悠与一位名为夜明瑛梦（夜明エイム）的谜般少女相遇了……

## 登场人物
複數的名稱為聲優，並以角色、遊戲／動畫來排序。
久坂悠（声优：沒有／岸尾大辅）
御明学院学生。从小的时候就拥有不可思议的力量，在遇到夜明瑛梦之后，这种力量觉醒了。
夜明瑛梦（声优：／水树奈奈）
守护力量未成熟的悠的谜之少女。沉默冷静。因为和AYAKASHI缔结契约的关系，眼睛几乎完全失明。
药师寺阳爱（声优：安玖深音／松来未佑）
悠的青梅竹马。十分关心悠。学校曲棍球部成员。
帕姆·威卢娜·阿莎库拉（声优：／清水爱）
在日法间往返的时尚女孩子。喜欢悠。性格天真烂漫。有神秘的能力。
夏原织江（声优：北都南／野川樱）
和泉友人夏原的化猫型人型AYAKASHI，搜索能力的AYAKASHI。
夜明秋野（声优：一色光／雪野五月）
似乎与瑛梦是姐妹，“他”的护卫。
「他」（声优：鐵假面／杉田智和）
AYAKASHI事件最恶的源头。
牧原和泉（声优：北都南／野川樱）
悠的青梅竹马。在两年之前，因为悠而不幸死亡。

## AYAKASHI
龙
「破灭」与「再生」的AYAKASHI。白色的身躯，红色的细纹的巨龙，宿主为久坂 悠。所有AYAKASHI之母，拥有究级力量的AYAKASHI，两年前的战斗中遭大蛇重创，曾一度产生恐惧而寄宿在悠的体内，无法展现其力量。
覺
「侵蚀」的AYAKASHI。外表如一根白色的纺锤针，原宿主为牧原和泉，两年前的战斗中和泉为了救悠，将自己的灵魂与AYAKASHI一起转移到了瑛梦身上，而其自己死去。现任宿主为夜明瑛梦，拥有读取、操控人心、探索四周动静的力量。
恶路王
「刚」的AYAKASHI。巨大的蓝色恶鬼，身披一条蓝色围巾和灰色长裤，头上的双角如同僧侣一般。宿主为夜明瑛梦，拥有强大力量的同时，对于宿主造成的负担也相当大。
天狗
「瞬缠」的AYAKASHI。宿主是帕姆，具有无限延伸、切开空间、瞬间移动的能力。
化猫
「探索」的AYAKASHI，人型形态也就是现在的夏原织江，原宿主为和泉的友人夏原，与宿主一心同体。
镰鼬
「疾风」的AYAKASHI，宿主为真田恭平，外型如同一条银白的细蛇，攻击方式为藉由空气刀的力量切碎物体。
岩鱼
「虚无」的AYAKASHI，宿主为乃木慎平，外型是一只扁平巨嘴的白色大鱼。能力为让物体的存在消失。吞噬宿主之后的完全体形态，是一只更为巨大的黑色大鱼。

## 製作人員
- 監督：TOMA
- 人物設定・原畫：TOMA、鳥取砂丘
- 劇本：TOMA、藤太雄
- 音樂：細井聰司

## 主題歌
片頭曲：
作詞：中原涼　作/編曲：細井聰司　演唱：中原涼
片尾曲：
作詞：中原涼　作/編曲：細井聰司　演唱：中原涼
片尾曲：「三日月」
作詞：中原涼　作/編曲：細井聰司　演唱：中原涼

## 電視動畫

### 主題歌
片头曲：「Cloudier sky」
作詞・作曲：志倉千代丸　編曲：磯江俊道　歌：彩音
片尾曲：「篝火」
作詞：奥井雅美　作曲：Monta　編曲：市川淳　歌：KAORI

### 各話列表
| 話數 | 標題         | 劇本       | 分鏡     | 演出     | 作畫監督                                  |
| ---- | ------------ | ---------- | -------- | -------- | ----------------------------------------- |
| 1    | はじまりの血 | 鴻野貴光   | 高田淳   | 高田淳   | 渡邊伸弘                                  |
| 2    | 覚醒         | 鴻野貴光   | 高田淳   | 高田淳   | 松岡秀明、高梨光                          |
| 3    | 代償         | 鴻野貴光   | 高田淳   | 横田和善 | 箕輪悟                                    |
| 4    | アヤカシ使い | 金子ツトム | 小林浩輔 | 小林浩輔 | 佐々木敏子、森田岳士                      |
| 5    | “彼”         | 鴻野貴光   | 高田淳   | 星野真   | 坂巻貞彦                                  |
| 6    | 和泉         | 鴻野貴光   | 高田淳   | 津田義三 | 福島豊明、田中保                          |
| 7    | 孤立         | 金子ツトム | 高田淳   | 廣川集一 | 高乗陽子、水谷麻美子                      |
| 8    | エイム       | 金子ツトム | 藤原良二 | 星野真   | 坂巻貞彦                                  |
| 9    | 決意         | 金子ツトム | 柳瀬雄之 | 柳瀬雄之 | 朴商鎬                                    |
| 10   | ふたり       | 金子ツトム | 山田一豊 | 小林浩輔 | 山田一豊、朴商鎬                          |
| 11   | 戻れぬ道     | 鴻野貴光   | 高田淳   | 廣川集一 | 朴商鎬、T.K ANIMATION                     |
| 12   | 共生         | 鴻野貴光   | 高田淳   | 高田淳   | 小林多加志、佐々木敏子 水谷麻美子、朴商鎬 |

### 播放電視台
日本深夜動畫：下文記載的日本国内播放時間使用日本標準時間（UTC+9）表示。因為部分時間标识會採用30小时制，因此請留意这类超过24:00的时间，其實際播放時間為翌日清晨。
| 播放地域 | 電視台         | 播放開始                    | 播放星期及播放時間        | 播放區分     |
| -------- | -------------- | --------------------------- | ------------------------- | ------------ |
| 東京都   | 東京都會電視台 | 2008年1月8日－3月25日       | 星期二 25時30分～26時00分 | 獨立UHF系    |
| 千葉縣   | 千葉電視台     | 2008年1月6日－3月23日       | 星期日 24時30分～25時00分 | 獨立UHF系    |
| 神奈川縣 | 神奈川電視台   | 2008年1月6日－3月23日       | 星期日 25時30分～26時00分 | 獨立UHF系    |
| 埼玉縣   | 埼玉電視台     | 2008年1月11日－3月28日      | 星期五 25時30分～26時00分 | 獨立UHF系    |
| 兵庫縣   | SUN電視台      | 2008年1月9日－3月26日       | 星期三 26時10分～26時40分 | 獨立UHF系    |
| 愛知縣   | 愛知電視台     | 2008年1月10日－3月27日      | 星期四 25時58分～26時28分 | 東京電視台系 |
| 全日本   | AT-X           | 2007年12月12日－隔年2月27日 | 星期一 11時00分～11時30分 | CS放送       |

## 漫畫
《AYAKASHI》於漫畫月刊《マガジンZ》2008年4月號到7月號期間連載，單行本由講談社發售。
| 集數 | 發售日        | ISBN                   |
| ---- | ------------- | ---------------------- |
| 1    | 2008年3月21日 | ISBN 978-4-06-349339-9 |
| 2    | 2008年7月23日 | ISBN 978-4-06-349369-6 |

## 網路廣播
《未祐とさくらのAYAKASHI R》2008年1月5日到3月15日期間於網路電台メディファクラジオ和アニスタ.TV發佈共6回，由松来未祐和野川さくら擔任主持人。

## 評價
《AYAKASHI》在日本美少女游戏与动画相关商品销售网站Getchu.com的2005年10月销量榜上排名第3，2005年排名第14。